# Metarauchit
Metarauchit (IMA-Symbol Mrau) ist ein sehr selten vorkommendes Mineral aus der Mineralklasse der „Phosphate, Arsenate und Vanadate“ mit der chemischen Zusammensetzung Ni(UO2)2(AsO4)2·8H2O und damit chemisch gesehen ein wasserhaltiges Nickel-Uranyl-Arsenat.
Metarauchit kristallisiert im triklinen Kristallsystem und entwickelt dicktafelige Kristalle von bis zu einem Millimeter Größe. Das Mineral ist durchsichtig bis durchscheinend und zeigt auf den gelben bis hellgrünlichgelben Kristalloberflächen einen glasähnlichen Glanz. Spaltflächen schimmern dagegen eher perlmuttähnlich.

## Etymologie und Geschichte
Entdeckt wurde Metarauchit zuerst im Schweitzer-Gang des Bergwerks Eduard bei Jáchymov (deutsch Sankt Joachimsthal) in der tschechischen Region Karlsbad. Die Analyse und Erstbeschreibung erfolgte durch Jakub Plášil, Jiří Sejkora, Jiří Čejka, Milan Novák, Joan Viñals, Petr Ondruš, František Veselovský, Pavel Škácha, Jan Jehlicka, Viktor Goliáš und Jan Hloušek, die das Mineral nach dem tschechischen Mineraliensammler Luděk Rauch (1951–1983) benannten, der auf tragische Weise beim Sammeln in den Joachimsthaler Bergwerken ums Leben kam.
Aufgrund der Nomenklatur-Regeln der Autunitgruppe erhielt das Mineral zusätzlich den Präfix „Meta“, der auf den dehydrierten Zustand hinweist, obwohl Metarauchit noch vor Rauchit (Ni(UO2)2(AsO4)2·10H2O; IMA 2010-037) beschrieben wurde.
Das Mineralogenteam sandte seine Untersuchungsergebnisse und den gewählten Namen 2008 zur Prüfung an die International Mineralogical Association (interne Eingangsnummer der IMA: 2008-050), die den Metarauchit als eigenständige Mineralart anerkannte. Die Publikation der Erstbeschreibung erschien 2010 im Fachmagazin The Canadian Mineralogist. Die seit 2021 ebenfalls von der IMA/CNMNC anerkannte Kurzbezeichnung (auch Mineral-Symbol) von Metarauchit lautet „Mrau“.
Das Typmaterial des Minerals wird in der Mineralogischen Sammlung des Nationalmuseum (Národní muzeum; NMCR) in Prag (Tschechien) unter der Inventarnummer P1p 19/2008 aufbewahrt.

## Klassifikation
Da der Metarauchit erst 2008 als eigenständiges Mineral anerkannt wurde, ist er in der veralteten 8. Auflage der Mineralsystematik nach Strunz noch nicht verzeichnet.
In der zuletzt 2018 überarbeiteten Lapis-Systematik nach Stefan Weiß, die formal auf der alten Systematik von Karl Hugo Strunz in der 8. Auflage basiert, erhielt das Mineral die System- und Mineralnummer VII/E.02-045. Dies entspricht der Klasse der „Phosphate, Arsenate und Vanadate“ und dort der Abteilung „Uranyl-Phosphate/Arsenate und Uranyl-Vanadate mit [UO2]2+–[PO4]/[AsO4]3− und [UO2]2+–[V2O8]6−, mit isotypen Vanadaten (Sincositreihe)“, wo Metarauchit zusammen mit Abernathyit, Bassetit, Chernikovit, Lehnerit, Meta-Ankoleit, Meta-Autunit, Metaheinrichit, Metakahlerit, Metakirchheimerit, Metalodèvit, Metanatroautunit, Metanováčekit, Metasaléeit, Metatorbernit, Metauranocircit (Rn), Metauranospinit, Metazeunerit, Natrouranospinit, Pseudo-Autunit (diskreditiert), Ulrichit, Uramarsit und Uramphit die „Meta-Autunit-Gruppe“ mit der Systemnummer VII/E.02 bildet.
Die von der IMA zuletzt 2009 aktualisierte 9. Auflage der Strunz’schen Mineralsystematik ordnet den Metarauchit ebenfalls in die Abteilung der „Uranylphosphate und Arsenate“ ein. Diese ist weiter unterteilt nach dem Stoffmengenverhältnis der enthaltenen Uranyl- zu den Phosphat-, Arsenat- bzw. Vanadatkomplexen. Das Mineral ist hier entsprechend seiner Zusammensetzung in der Unterabteilung „UO2 : RO4 = 1 : 1“ zu finden ist, wo es zusammen mit Autunit, Heinrichit, Kahlerit, Kirchheimerit (H), Hydronováčekit, Nováčekit, Saléeit, Torbernit, Uranocircit, Uranospinit, Xiangjiangit und Zeunerit die „Autunitgruppe“ mit der Systemnummer 8.EB.05 bildet.
In der vorwiegend im englischen Sprachraum gebräuchlichen Systematik der Minerale nach Dana hat Metarauchit die System- und Mineralnummer 40.02a.17.02. Dies entspricht ebenfalls der Klasse der „Phosphate, Arsenate und Vanadate“ und dort der Abteilung „Wasserhaltige Phosphate etc.“, wo das Mineral zusammen mit Metakirchheimerit in einer unbenannte Gruppe mit der Systemnummer 40.02a.17 innerhalb der Unterabteilung „Wasserhaltige Phosphate etc., mit A2+(B2+)2(XO4) × x(H2O), mit (UO2)2+“ zu finden ist.

## Kristallstruktur
Metarauchit kristallisiert in der triklinen Raumgruppe P1 (Raumgruppen-Nr. 2) mit den Gitterparametern a = 7,194(4) Å; b = 9,713(5) Å; c = 13,201(9) Å; α = 75,79(3)°; β = 83,92(5)° und γ = 81,59(4)° sowie zwei Formeleinheiten pro Elementarzelle.

## Eigenschaften
Das Mineral ist durch seinen Urangehalt von bis zu 46.6 Gew.-% stark radioaktiv. Unter Berücksichtigung der Mengenanteile der radioaktiven Elemente in der idealisierten Summenformel sowie der Folgezerfälle der natürlichen Zerfallsreihen wird für das Mineral eine spezifische Aktivität von etwa 83,486 kBq/g angegeben (zum Vergleich: natürliches Kalium 0,0312 kBq/g). Der zitierte Wert kann je nach Mineralgehalt und Zusammensetzung der Stufen deutlich abweichen, auch sind selektive An- oder Abreicherungen der radioaktiven Zerfallsprodukte möglich und ändern die Aktivität.

## Bildung und Fundorte
Metarauchit bildet sich sekundär in stark verwitterten (oxidierten), polymetallischen Gängen. Als Begleitminerale können unter anderem Erythrin, Gips, nickelhaltiger Metanováčekit, Metazeunerit und Pharmakosiderit auftreten.
Metarauchit gehört zu den sehr seltenen Mineralbildungen, von dem bisher weniger als 10 Fundstellen dokumentiert sind. Außer an seiner Typlokalität in der Grube Eduard sowie in der nahe gelegenen Grube Eliáš bei Jáchymov trat das Mineral in Tschechien nur noch in einer Uranlagerstätte bei Smrkovec (Březová) (ebenfalls Region Karlsbad) entdeckt werden.
In Deutschland kennt man das Mineral bisher nur aus den aufgelassenen Gruben und Halden von Alt St. Joseph und Sophia bei Wittichen (Landkreis Rottweil) in Baden-Württemberg sowie in der Grube Adam Heber (Schacht 43) bei Neustädtel (Schneeberg) in Sachsen.
Des Weiteren fand sich Metarauchit bisher nur noch in der Nickel-Uran-Lagerstätte Belorechensk nahe Maikop in der südrussischen autonomen Republik Adygeja.

## Vorsichtsmaßnahmen
Aufgrund der starken Radioaktivität des Minerals sollten Mineralproben vom Metarauchit nur in staub- und strahlungsdichten Behältern, vor allem aber niemals in Wohn-, Schlaf- und Arbeitsräumen aufbewahrt werden. Ebenso sollte eine Aufnahme in den Körper (Inkorporation, Ingestion) auf jeden Fall verhindert und zur Sicherheit direkter Körperkontakt vermieden sowie beim Umgang mit dem Mineral Mundschutz und Handschuhe getragen werden.